# Српска православна црква Светог Јована Богослова у Сремским Михаљевцима
Српска православна црква Светог Јована Богослова у Сремским Михаљевцима, месту у општини Пећинци, подигнута је у првој половини 19. века и као заштићено непокретно културно добро има статус споменика културе од великог значаја.

## Изглед
Црква посвећена Светом Јовану Богослову у Сремским Михаљевцима је једнобродна грађевина са полукружном олтарском апсидом на источној страни и звоником призиданим уз прочеље на западној страни. Архитектонски украс на фасадама али и у унутрашњости храма је једноставан и сведен. Фасаде су рашчлањене плитким пиластрима са профилисаним капителима изнад којих тече поткровни профилисани венац. На северном зиду су два, а на јужном три прозорска отвора са једноставно профилисаним оквирима. Углови звоника обухваћени су удвојеним плитким пиластрима, а спратови наглашени профилисаним кордонским венцима. Звоник је фланкиран забатом благо извијених линија. Првобитни отвори у приземљу звоника такође су украшени једноставном профилацијом.
У храму се налази иконостас чију је класицистичку резбарију извео дрворезбар Георгије Девић 1846. године. Сликање иконостаса михаљевачка Црквена општина поверила је Константину Пантелићу. Завршивши радове, он се потписао 1855. године на полеђини Тајне вечере. Иконе у Михаљевцима спадају у боља остварења Константина Пантелића, у чијем се опусу осећа утицај сликарства Константина Данила. Мека моделација ликова, лепо сликани пејзажи и звучан Пантелићев колорит откривени су захваљујући конзерваторским радовима изведеним шездесетих година.